# 兵庫県道・大阪府道602号島能勢線
兵庫県道・大阪府道602号島能勢線（ひょうごけんどう・おおさかふどう602ごう しまのせせん）は、兵庫県川辺郡猪名川町から大阪府豊能郡能勢町に至る一般県府道である。

## 概要
兵庫県川辺郡猪名川町島から大阪府豊能郡能勢町栗栖に至る。
路面は概ね2車線で状態も良いが、起点周辺に一部1.5車線の区間があり離合に難を要する。俗称・関電道路。

### 路線データ
- 起点：兵庫県川辺郡猪名川町島（杉生交差点、兵庫県道12号川西篠山線交点、兵庫県道507号島川原線起点）
- 終点：大阪府豊能郡能勢町栗栖（栗栖交差点、国道173号交点、大阪府道4号茨木能勢線終点）
- 総延長：7.4 km

## 路線状況

### 道路施設

#### 橋梁
- 大阪府
  - 大門橋（山田川、豊能郡能勢町）
  - 藤井橋（山田川、豊能郡能勢町）

## 地理

### 通過する自治体
- 兵庫県
  - 川辺郡猪名川町
- 大阪府
  - 豊能郡能勢町

### 交差する道路
| 交差する道路                                 | 都道府県名 | 市町村名 | 市町村名 | 交差する場所 | 交差する場所      |
| -------------------------------------------- | ---------- | -------- | -------- | ------------ | ----------------- |
| 兵庫県道12号川西篠山線 兵庫県道507号島川原線 | 兵庫県     | 川辺郡   | 猪名川町 | 島           | 杉生交差点 / 起点 |
| 大阪府道・兵庫県道603号能勢猪名川線          | 大阪府     | 豊能郡   | 能勢町   | 今西         |                   |
| 国道173号 大阪府道4号茨木能勢線              | 大阪府     | 豊能郡   | 能勢町   | 栗栖         | 栗栖交差点 / 終点 |

### 沿線
- 杉生郵便局
- 関西電力 猪名川変電所
- 西能勢郵便局
- 豊能警察署 森上駐在所
- 能勢町立岐尼小学校
- 能勢町立西中学校